# زينون بك
زينون بك (بالفرنسية: Zénon Bacq)‏‏ (31 ديسمبر 1903 في لا لوفيير - 12 يوليو 1983 ) عالم أحياء وأستاذ جامعي وطبيب بلجيكي، وهو عضو في الأكاديمية الملكية للعلوم والآداب والفنون الجميلة في بلجيكا.